# Phyllonorycter heegeriella
Phyllonorycter heegeriella là một loài bướm đêm thuộc họ Gracillariidae. Nó được tìm thấy ở khắp châu Âu, ngoại trừ Iberian Peninsula và the bán đảo Balkan.

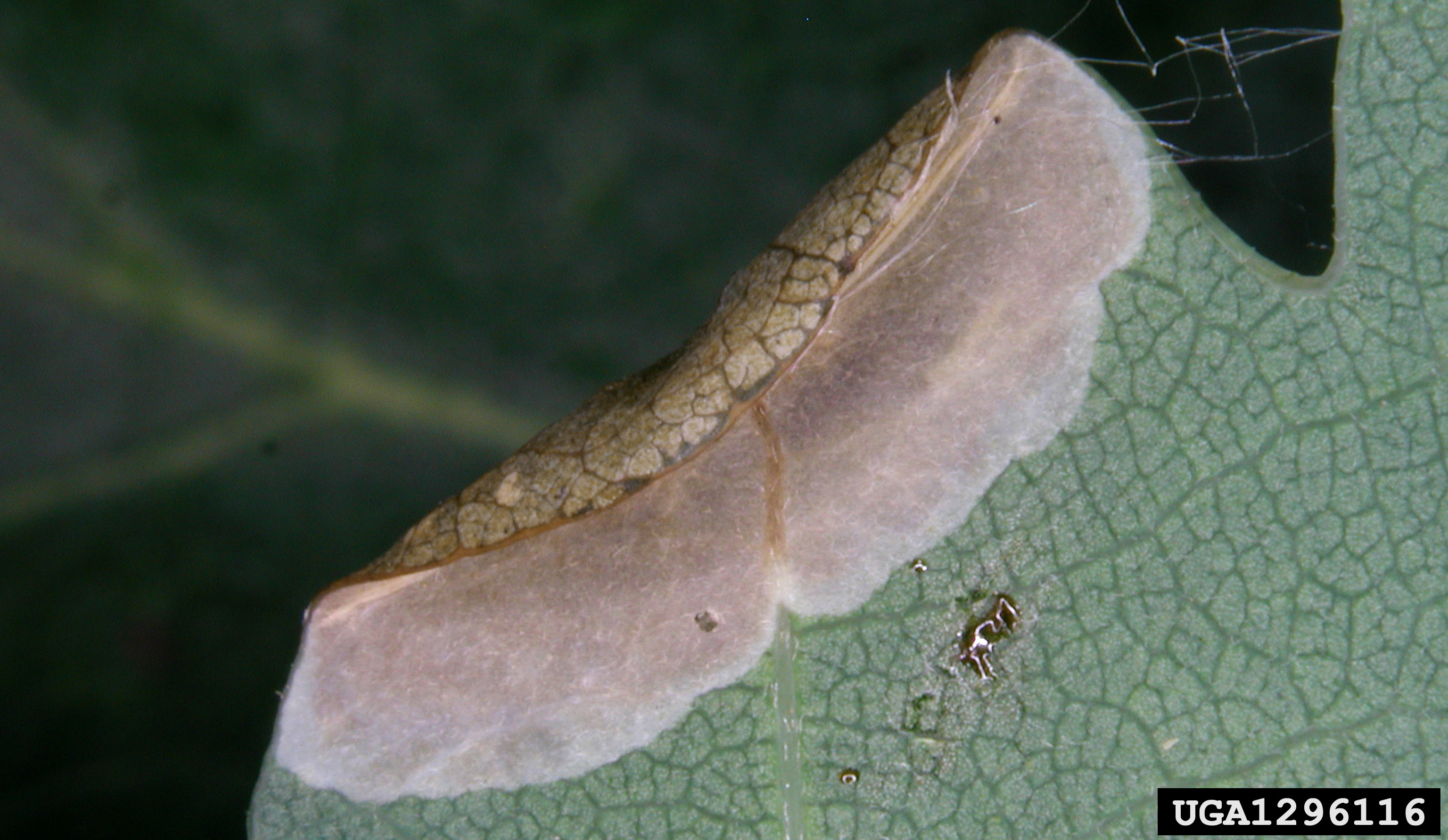
Damage

Sải cánh dài 6,5-8,5 mm. Con trưởng thành bay vào tháng 5 và tháng 8 làm hai đợt in miền tây Europe.
Ấu trùng ăn Quercus petraea và Quercus robur. Chúng ăn lá nơi chúng làm tổ. They create a very small lower-surface, tentiform mine. The mine is usually situated near the leaf margin or in a leaf lobe. Mines of the summer generation have one fold, those of the fall generation have a large number of fine wrinkles. The pupa is made in a cocoon. The summer cocoon is small và white và fastened to both the floor và the ceiling of the mine. The cocoon made by the autumn generation is larger, yet more delicate, và is completely free of frass.